# 100050 Carloshernandez
100050 Carloshernandez è un asteroide della fascia principale. Scoperto nel 1991, presenta un'orbita caratterizzata da un semiasse maggiore pari a 2,5991503 UA e da un'eccentricità di 0,2144518, inclinata di 1,67744° rispetto all'eclittica.
L'asteroide è stato dedicato dallo scopritore al nipote Carlos R. Hernandez.